# Число такси
n-ое число такси, обычно обозначаемое Ta(n) или Taxicab(n), определяется как наименьшее число, которое может быть представлено как сумма двух положительных кубов n различными способами. Наиболее известное число такси — 1729 = Ta(2) = 13 + 123 = 93 + 103.

Название чи́сла получили из разговора в 1919  математиков Г. Х. Харди и Сриниваса Рамануджана. Харди рассказывал: 
Я помню, пришёл раз навестить его (Рамануджана), лежащего в больнице в Питни. Я приехал на такси с номером 1729 и заметил в разговоре, что число скучное, и что я надеюсь, что это не является неблагоприятным знаком. «Нет, — ответил тот, — число очень интересно, это наименьшее натуральное число, представимое в виде суммы кубов двумя различными способами!»

## Определение
Концепция впервые была упомянута в 1657 Бернаром Френиклем де Бесси и стала знаменитой в начале 20-го века благодаря  Сринивасу Рамануджану.  В 1938 Харди и Райт доказали, что такие числа существуют для всех положительных целых чисел n, и их доказательство легко превратить в программу для генерации таких чисел. Однако это доказательство не заботится о том, чтобы это число было минимальным , так что его нельзя использовать для поиска фактических значений Ta(n).
Ограничение на знак членов суммы необходимо, поскольку допущение отрицательных значений позволяет представить большее количество (и меньших) чисел выразить в виде суммы кубов n различными способами.  Концепция числа извозчика была предложена как менее ограничивающая альтернатива.  В известном смысле количество слагаемых (два) и степень (куб) также является существенным ограничением. Обобщённое число такси ставит задачу и для более чем двух слагаемых при произвольной степени.

## Известные числа такси
Известны следующие шесть чисел такси (последовательность A011541 в OEIS):
{\displaystyle {\begin{aligned}\operatorname {Ta} (1)=2&=1^{3}+1^{3}\end{aligned}}}
{\displaystyle {\begin{aligned}\operatorname {Ta} (2)=1729&=1^{3}+12^{3}\\&=9^{3}+10^{3}\end{aligned}}}
{\displaystyle {\begin{aligned}\operatorname {Ta} (3)=87539319&=167^{3}+436^{3}\\&=228^{3}+423^{3}\\&=255^{3}+414^{3}\end{aligned}}}
{\displaystyle {\begin{aligned}\operatorname {Ta} (4)=6963472309248&=2421^{3}+19083^{3}\\&=5436^{3}+18948^{3}\\&=10200^{3}+18072^{3}\\&=13322^{3}+16630^{3}\end{aligned}}}
{\displaystyle {\begin{aligned}\operatorname {Ta} (5)=48988659276962496&=38787^{3}+365757^{3}\\&=107839^{3}+362753^{3}\\&=205292^{3}+342952^{3}\\&=221424^{3}+336588^{3}\\&=231518^{3}+331954^{3}\end{aligned}}}
{\displaystyle {\begin{aligned}\operatorname {Ta} (6)=24153319581254312065344&=582162^{3}+28906206^{3}\\&=3064173^{3}+28894803^{3}\\&=8519281^{3}+28657487^{3}\\&=16218068^{3}+27093208^{3}\\&=17492496^{3}+26590452^{3}\\&=18289922^{3}+26224366^{3}\end{aligned}}}

## Оценки сверху чисел такси
Известны числа, которые можно представить суммами более 6 кубов, но для них не доказано, что они минимальные числа, обладающие этим свойством.
{\displaystyle {\begin{matrix}\operatorname {Ta} (7)&\leq &24885189317885898975235988544\\&=&2648660966^{3}+1847282122^{3}\\&=&2685635652^{3}+1766742096^{3}\\&=&2736414008^{3}+1638024868^{3}\\&=&2894406187^{3}+860447381^{3}\\&=&2915734948^{3}+459531128^{3}\\&=&2918375103^{3}+309481473^{3}\\&=&2919526806^{3}+58798362^{3}\\\\\end{matrix}}}
{\displaystyle {\begin{matrix}\operatorname {Ta} (8)&\leq &50974398750539071400590819921724352\\&=&299512063576^{3}+288873662876^{3}\\&=&336379942682^{3}+234604829494^{3}\\&=&341075727804^{3}+224376246192^{3}\\&=&347524579016^{3}+208029158236^{3}\\&=&367589585749^{3}+109276817387^{3}\\&=&370298338396^{3}+58360453256^{3}\\&=&370633638081^{3}+39304147071^{3}\\&=&370779904362^{3}+7467391974^{3}\\\\\end{matrix}}}
{\displaystyle {\begin{matrix}\operatorname {Ta} (9)&\leq &136897813798023990395783317207361432493888\\&=&41632176837064^{3}+40153439139764^{3}\\&=&46756812032798^{3}+32610071299666^{3}\\&=&47409526164756^{3}+31188298220688^{3}\\&=&48305916483224^{3}+28916052994804^{3}\\&=&51094952419111^{3}+15189477616793^{3}\\&=&51471469037044^{3}+8112103002584^{3}\\&=&51518075693259^{3}+5463276442869^{3}\\&=&51530042142656^{3}+4076877805588^{3}\\&=&51538406706318^{3}+1037967484386^{3}\\\\\end{matrix}}}
{\displaystyle {\begin{matrix}\operatorname {Ta} (10)&\leq &7335345315241855602572782233444632535674275447104\\&=&15695330667573128^{3}+15137846555691028^{3}\\&=&17627318136364846^{3}+12293996879974082^{3}\\&=&17873391364113012^{3}+11757988429199376^{3}\\&=&18211330514175448^{3}+10901351979041108^{3}\\&=&19262797062004847^{3}+5726433061530961^{3}\\&=&19404743826965588^{3}+3058262831974168^{3}\\&=&19422314536358643^{3}+2059655218961613^{3}\\&=&19426825887781312^{3}+1536982932706676^{3}\\&=&19429379778270560^{3}+904069333568884^{3}\\&=&19429979328281886^{3}+391313741613522^{3}\\\\\end{matrix}}}
{\displaystyle {\begin{matrix}\operatorname {Ta} (11)&\leq &2818537360434849382734382145310807703728251895897826621632\\&=&11410505395325664056^{3}+11005214445987377356^{3}\\&=&12815060285137243042^{3}+8937735731741157614^{3}\\&=&12993955521710159724^{3}+8548057588027946352^{3}\\&=&13239637283805550696^{3}+7925282888762885516^{3}\\&=&13600192974314732786^{3}+6716379921779399326^{3}\\&=&14004053464077523769^{3}+4163116835733008647^{3}\\&=&14107248762203982476^{3}+2223357078845220136^{3}\\&=&14120022667932733461^{3}+1497369344185092651^{3}\\&=&14123302420417013824^{3}+1117386592077753452^{3}\\&=&14125159098802697120^{3}+657258405504578668^{3}\\&=&14125594971660931122^{3}+284485090153030494^{3}\\\\\end{matrix}}}
{\displaystyle {\begin{matrix}\operatorname {Ta} (12)&\leq &73914858746493893996583617733225161086864012865017882136931801625152\\&=&33900611529512547910376^{3}+32696492119028498124676^{3}\\&=&38073544107142749077782^{3}+26554012859002979271194^{3}\\&=&38605041855000884540004^{3}+25396279094031028611792^{3}\\&=&39334962370186291117816^{3}+23546015462514532868036^{3}\\&=&40406173326689071107206^{3}+19954364747606595397546^{3}\\&=&41606042841774323117699^{3}+12368620118962768690237^{3}\\&=&41912636072508031936196^{3}+6605593881249149024056^{3}\\&=&41950587346428151112631^{3}+4448684321573910266121^{3}\\&=&41960331491058948071104^{3}+3319755565063005505892^{3}\\&=&41965847682542813143520^{3}+1952714722754103222628^{3}\\&=&41965889731136229476526^{3}+1933097542618122241026^{3}\\&=&41967142660804626363462^{3}+845205202844653597674^{3}\end{matrix}}}

## История открытия
Число Ta(2), известное также как число Харди –Рамануджана, первым опубликовал Бернар Френикль де Бесси в 1657 году.
Джон Лич получил Ta(3) в 1957. Е. Розенталь, Дж. А. Дардис и К. Р. Розенталь нашли Ta(4) в 1989 . Дж. А. Дардис  нашёл Ta(5) в 1994 и подтвердил Дэвид В. Уилсон в 1999 . О числе Ta(6) объявил Уве Холлербах на сайте NMBRTHRY (Number Theory Wiki) 9 марта 2008 . Верхние границы для чисел Ta(7) — Ta(12) нашёл Христиан Бойер в 2006.

## Числа такси без кубов
Задача чисел такси с более строгими ограничениями, в которой требуется, чтобы числа не содержали кубы, то есть что числа не делились на кубы чисел, отличных от 13. Тогда число такси T записывается как T = x3 + y3, где числа x и y должны быть взаимно просты. Среди чисел такси Ta(n), перечисленных выше, только Ta(1) и Ta(2) не содержат кубов. Наименьшее число такси без кубов с тремя вариантами представления обнаружил Поль Войта (не опубликовано) в 1981, когда он был аспирантом. Это число
15170835645
= 5173 + 24683
= 7093 + 24563
= 17333 + 21523.
Наименьшее число такси без кубов с четырьмя вариантами представления обнаружил Стюарт  Гаскойн и, независимо, Дункан Мур в 2003. Это число
1801049058342701083
= 922273 + 12165003
= 1366353 + 12161023
= 3419953 + 12076023
= 6002593 + 11658843
последовательность A080642 в OEIS.